# Amytis de Dorothy
Pour les articles homonymes, voir Amytis.
Amytornis dorotheae
Espèce
Statut de conservation UICN

 VU  : Vulnérable
L’Amytis de Dorothy (Amytornis dorotheae) est une espèce de passereaux de la famille des Maluridae.

## Répartition
Il est endémique en Australie.

## Habitat
Il habite les zones de broussailles sèches tropicales et subtropicales.
Il est menacé par la perte de son habitat.

## Sous-espèces
D'après la classification de référence (version 5.2, 2015) du Congrès ornithologique international, cette espèce est monotypique (non divisée en sous-espèces).